# Aleks Stavre Drenova
Aleks Stavre Drenova, születési nevén Aleks Stavri, írói álnevén Asdreni (Drenova, 1872. április 11. – Bukarest, 1947. december 11.) romániai albán költő, publicista. A századfordulón kibontakozó költészetével Asdreni a nemzeti romantika irodalmának kései képviselője, életműve későbbi darabjaival pedig a modern albán líra egyik előfutára volt. 1912-ben írt hazafias verse az albán himnusz szövege.

## Életútja
A Korça melletti Drenovában született, kisbirtokoscsalád sarjaként. Alapiskoláit a falu görög tanítási nyelvű iskolájában végezte. A középiskolát Korçában kezdte el, de miután megözvegyült édesapját is elveszítette, az árvaság elől 1885 őszén az akkor már Bukarestben élő két bátyját követve Romániában telepedett le. Eleinte szénhordó fiú volt, majd kisiparosok mellé szegődött segédnek. Miután anyagilag egy kissé megerősödött, folytatta tanulmányait. 1898-ban beiratkozott a Bukaresti Egyetem jogi karára, politikatudományt hallgatott, de anyagi okokból félbe kellett hagynia felsőfokú tanulmányait. Eddigre megismerkedett a romániai albánok hazafias szervezeteinek életével, pezsgő művelődésszervező tevékenységével, és az albán nemzeti függetlenségi mozgalom híve lett. 1899 januárjában társaival együtt megalapította a bukaresti albán hallgatókat tömörítő Albán Diákkört (Qarku i Studentëvet Shqiptarë), 1902 márciusában Kristo Dakóval ebből szervezték meg a Shpresa (’Reménység’) nevű hazafias szövetséget.
Időközben 1899 nyarán visszatért albán földre, öt hónapot töltött el Korça vidékén, gyermekkora tájain. Azzal a tudattal tért vissza végül Bukarestbe, hogy bár továbbra is szülőföldje függetlenségéért fog küzdeni, otthona immár Románia. 1905-ben egy konstancai albán iskolában tanított, 1906-ban pedig megválasztották a bécsi albán szövetség, a Dija (’Tudás’) bukaresti fiókjának elnökévé.
Albánia függetlenségének elnyerése után, 1914 tavaszán Durrësba sietett, hogy az Albán Fejedelemség trónját elfoglaló uralkodót, Vilmost üdvözölje, egyúttal felajánlja szolgálatait egy királyi levéltár megszervezéséhez és működtetéséhez. Azzal kellett azonban szembesülnie, hogy az új uralkodónak nem voltak levéltár-alapítási tervei, és Drenova szolgálataira sem volt szüksége. Rövid shkodrai vizitet követően 1914 júliusában csalódottan tért vissza Bukarestbe. Az 1922 márciusában megnyílt bukaresti albán konzulátuson titkári feladatokat látott el.

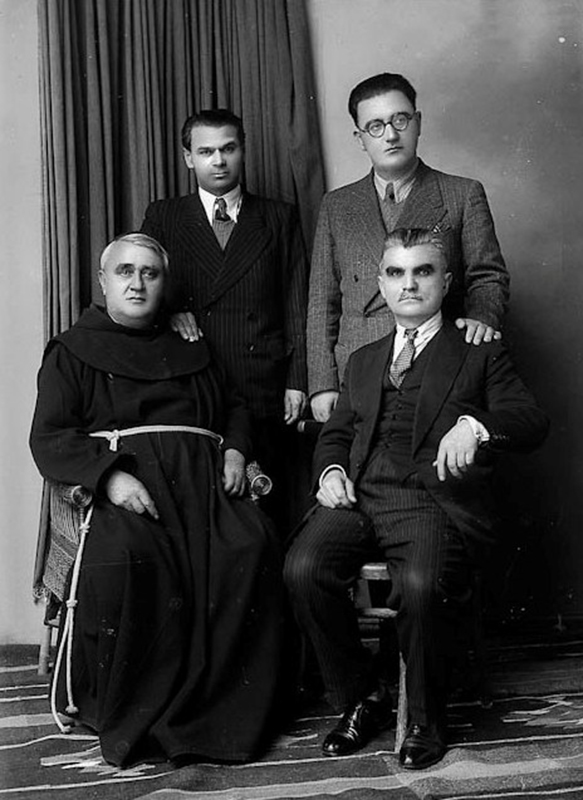
1938-as shkodrai látogatásának emléke: Lasgush Poradeci, Ernest Koliqi (álló sor balról jobbra), Gjergj Fishta és Drenova

1937 novemberében ismét visszalátogatott Albániába, hogy a függetlenség negyedszázados ünnepségsorozatán részt vegyen. Abban is reménykedett, hogy az albán állam szolgálatában eltöltött évek után nyugdíjban részesülhet, és végleg szülőföldjén telepedhet le. Tiranai tartózkodását követően 1938 februárjában ismét Shkodrába látogatott, ahol találkozott Gjergj Fishtával, majd szülőfalujában, Drenovában telepedett le. Miután 1939 áprilisában Olaszország lerohanta Albániát, számot vetett azzal, hogy állami nyugdíjban többé nem reménykedhet, és 1939 júliusában végleg visszaköltözött Bukarestbe. Szegénységben halt meg hetvenöt éves korában.

## Munkássága
Asdreni az albán irodalom történetében a Rilindja nemzeti romantikájának kései képviselője, akinek munkássága átmenetet képez a hangjukat kereső hazafias irodalmárnemzedékek és a függetlenség elnyerését követően kialakuló kreatív irodalmi hagyományok művelői között.
1900-ban írta első verseit és publicisztikáit a romániai albánság lapjaiban. Első, Szkander bég emlékének ajánlott verseskötete Rézé djélli (’Napsugarak’) címen jelent meg Bukarestben, kilencvenkilenc verssel. Ezek a korai zsengék még a nemzeti romantika nagy költője, az akkor négy éve halott Naim Frashëri hatását tükrözték, témaválasztásaiban is a szintén emigrációban élő nagy elődöt követte: a távoli és idealizált szülőföld utáni vágyódás, a hazai tájak szépsége, az albán nép dicső múltja, honfitársainak az oszmán iga lerázására való buzdítása, a nemzet jövőjébe vetett hit bontakozott ki költeményeiben. Asdreni ars poeticájában azt vallotta, hogy a költő feladata a nemzeti összetartozás erősítése és annak bizonyítása, hogy az albán modern európai nyelv. Bár költői formanyelve még kiforratlan volt – katonás ritmusú dalok és himnuszok sorakoznak a kötetben –, a verseket az olvasóközönség és a kritika egyaránt kedvezően fogadta, Frashëri költészetének folytatóját látták az ifjú Asdreniben. A könyv népszerűségét jelzi, hogy az ebből a kötetből széles körben is megismert Betimi mbi flamur (’Eskü a zászlóra’) című vers megzenésített változata lett a pár hónap múltán függetlenségét kikiáltó Albánia himnusza.
Nyolc évvel később, az 1912-ben ugyancsak Bukarestben kiadott Endra e lote (’Álmok és könnyek’) című lírakötet versei már érettebb költőről vallanak. Négy tematikus ciklusba osztva ismét kilencvenkilenc vers került az ezúttal Edith Durhamnek ajánlott könyvbe: az anyaföld, a természet, töprengések és a szépség csodálata. Bár ebben a kötetben is helyet kapott a függetlenségéért vívó albánság harcainak és küzdelmeinek magasztolása, de ezúttal tematikailag szélesebb palettáról dolgozott Asdreni, biztosabb kézzel birtokolta a benne rejlő lírai formanyelvet. Költeményei egyikében-másikában tetten érhető a romantikus román költészet hatása. A kötet egyik darabja, a Kënga e bashkimit (’Az egység dala’) például tagadhatatlanul Vasile Alecsandri Hora unirii (’Az egység tánca’) című 1856-os versének parafrázisa. Kimutatható továbbá Mihai Eminescu panteisztikus idealizmusának és nyelvezetének, George Coșbuc erőteljes társadalmi és politikai elköteleződésének hatása is egyes 1912-es verseiben.
Költői munkásságának legjelentősebb darabja az 1930-ban kiadott Psallme murgu (’Szerzetesi zsoltárok’) című verseskönyve, amely klasszikus, kifinomult nyelvezete mellett újszerű formai megoldásokat is bevezetett az albán lírába. A korábban lobogó hazafiasságot ezekben a versekben melankólia, fásultság, a társadalmi és politikai valóság okozta kiábrándultság, fatalizmus váltotta fel. Asdreni verseiben ezúttal is tetten érhető a román líra, de ezúttal már a kortárs költészet hatása. Főként a román szimbolizmus atyja, Alexandru Macedonski és Tudor Arghezi munkásságának hatása tükröződik Asdreni kései költeményeiben. Utóbbinak tett főhajtásként értelmezhető már a Drenova-kötet címadása is, amely Arghezi három évvel korábban Psalmul de taină (’A titkos zsoltár’) címen megjelent versére utal. A kötet további érdeme, hogy Andon Zako Çajupi és Hilë Mosi mellett Asdreni ennek lapjain szólaltatta meg az albán irodalomban addig szokatlan bensőséges szerelmi lírát, népi ihletésű szerelmi balladákat.
Már idős korában írta Kambana e Krujës (’A krujai harang’) című antológiáját, ez azonban kéziratban maradt, kiadását halála megakadályozta. Élete utolsó költeményeiben Drenova visszatért költői pályájának korai hazafias pátoszához. Jóllehet, a végső simításokat már nem végezhette el versein, de az 1930-as kötetében megismert friss és ösztönös költő hangja eddigre határozottan elhalványult, lírája és életereje elhalványult. A kötetet végül 1971-ben publikálták Rexhep Qosja gondozásában.

### Főbb művei

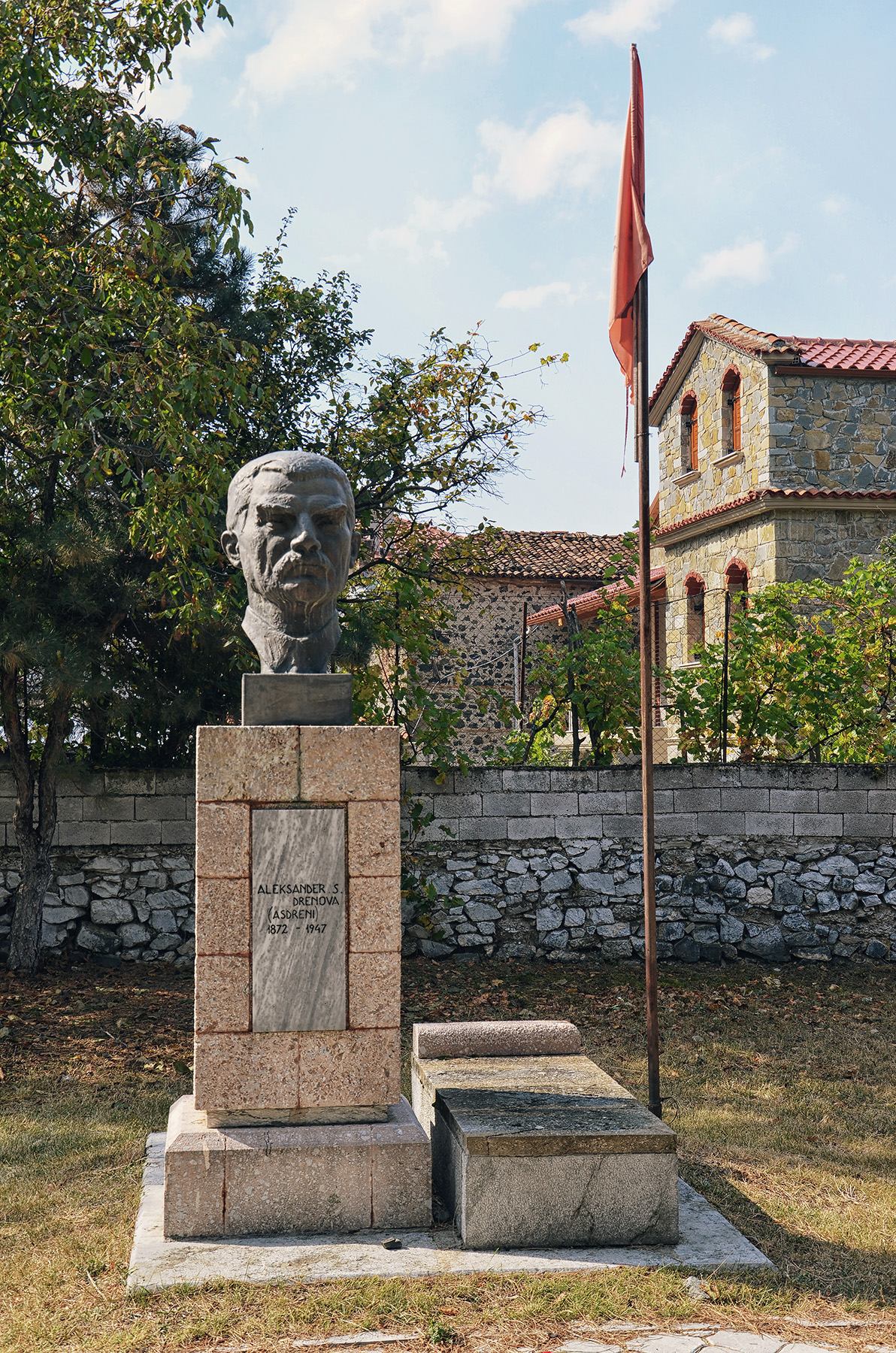
Asdreni síremléke szülőfalujában, Drenovában

- Asdrén: Rézé djélli: Vjérsha liriké (’Napsugarak: Lírai versek’). Bukuresht: Shtypëshkrim’i Përgjithëshme. 1904.
- Asdren: Endra e lote: Vjersha (’Álmok és könnyek: Versek’). Bukuresht: Shtypshkronja Gutenberg. 1912.
- Asdreni: Psallme murgu: Vjersha (’Szerzetesi zsoltárok: Versek’). Bukuresht: Shtypshkronja Albania. 1930.
- Aleks Stavre Drenova (Asdreni): Vepra të zgjedhura (’Válogatott művek’). Red. Dhimitër Fullani. Tiranë: Naim Frashëri. 1958.
- Aleks Stavre Drenova: Lulëkuqja (’A pipacs’). Red. Dhimitër Fullani. Prishtinë: Rilindja. 1968.
- Aleks Stavre Drenova: Kambana e Krujës (’A krujai harang’). Red. Rexhep Qosja. Prishtinë: Rilindja. 1971.

## Emlékezete
Robert Elsie értékelése szerint Drenova költészete talán nem ért Migjeni vagy Lasgush Poradeci modernista lírája nyomába, nem hasonlítható Gjergj Fishta egyediségéhez vagy fennkölt költői nyelvezetéhez sem, de határozottan a modern albán líra egyik előfutárának tekinthető, 1930-as verseskötete az albán költészet egyik legszebb darabja.
1987-ben hamvait Bukarestből hazaszállították, és szülőfalujában, Drenovában temették újra, ahol emlékmúzeuma is működik.